# Pierwszy rząd Paava Lipponena
Pierwszy rząd Paavo Lipponena – 66. gabinet w historii Finlandii. Utworzony został 13 kwietnia 1995 po wyborach parlamentarnych w tym samym roku. Na jego czele stanął Paavo Lipponen. Gabinet współtworzyło pięć ugrupowań: Socjaldemokratyczna Partia Finlandii (SDP), Partia Koalicji Narodowej (Kok.), Liga Zielonych (Vihr.), Szwedzka Partia Ludowa (SFP) i Sojusz Lewicy (Vas).
Gabinet przetrwał do końca kadencji Eduskunty. 15 kwietnia 1999 zastąpił go kolejny rząd z tym samym premierem.

## Skład rządu
| funkcja                                                                                                 | minister              | partia | okres urzędowania   | okres urzędowania   |
| funkcja                                                                                                 | minister              | partia | od                  | do                  |
| --- | --------------------- | ------ | ------------------- | ------------------- |
| premier                                                                                                 | Paavo Lipponen        | SDP    | 13 kwietnia 1995    | 15 kwietnia 1999    |
| wicepremier                                                                                             | Sauli Niinistö        | Kok.   | 13 kwietnia 1995    | 15 kwietnia 1999    |
| minister spraw zagranicznych                                                                            | Tarja Halonen         | SDP    | 13 kwietnia 1995    | 15 kwietnia 1999    |
| minister sprawiedliwości                                                                                | Sauli Niinistö        | Kok.   | 13 kwietnia 1995    | 2 lutego 1996       |
| minister sprawiedliwości                                                                                | Kari Häkämies         | Kok.   | 2 lutego 1996       | 13 marca 1998       |
| minister sprawiedliwości                                                                                | Jussi Järventaus      | Kok.   | 13 marca 1998       | 15 kwietnia 1999    |
| minister spraw wewnętrznych                                                                             | Jan-Erik Enestam      | SFP    | 13 kwietnia 1995    | 15 kwietnia 1999    |
| minister obrony                                                                                         | Anneli Taina          | Kok.   | 13 kwietnia 1995    | 15 kwietnia 1999    |
| minister finansów                                                                                       | Iiro Viinanen         | Kok.   | 13 kwietnia 1995    | 2 lutego 1996       |
| minister finansów                                                                                       | Sauli Niinistö        | Kok.   | 2 lutego 1996       | 15 kwietnia 1999    |
| minister w kancelarii premiera, ministerstwie finansów oraz ministerstwie spraw społecznych i zdrowia   | Arja Alho             | SDP    | 13 kwietnia 1995    | 9 października 1997 |
| minister w kancelarii premiera, ministerstwie finansów oraz ministerstwie spraw społecznych i zdrowia   | Jouko Skinnari        | SDP    | 9 października 1997 | 15 kwietnia 1999    |
| minister edukacji                                                                                       | Olli-Pekka Heinonen   | Kok.   | 13 kwietnia 1995    | 15 kwietnia 1999    |
| minister rolnictwa i leśnictwa                                                                          | Kalevi Hemilä         | bezp.  | 13 kwietnia 1995    | 15 kwietnia 1999    |
| minister transportu                                                                                     | Tuula Linnainmaa      | Kok.   | 13 kwietnia 1995    | 1 kwietnia 1997     |
| minister transportu                                                                                     | Matti Aura            | Kok.   | 2 kwietnia 1997     | 15 stycznia 1999    |
| minister transportu                                                                                     | Kimmo Sasi            | Kok.   | 15 stycznia 1999    | 15 kwietnia 1999    |
| minister handlu i przemysłu                                                                             | Antti Kalliomäki      | SDP    | 13 kwietnia 1995    | 15 kwietnia 1999    |
| minister spraw społecznych i zdrowia                                                                    | Sinikka Mönkäre       | SDP    | 13 kwietnia 1995    | 15 kwietnia 1999    |
| minister w ministerstwie spraw społecznych i zdrowia oraz ministerstwie pracy                           | Terttu Huttu-Juntunen | Vas    | 13 kwietnia 1995    | 15 kwietnia 1999    |
| minister pracy                                                                                          | Liisa Jaakonsaari     | SDP    | 13 kwietnia 1995    | 15 kwietnia 1999    |
| minister środowiska                                                                                     | Pekka Haavisto        | Vihr.  | 13 kwietnia 1995    | 15 kwietnia 1999    |
| minister w kancelarii premiera, ministerstwie spraw zagranicznych oraz ministerstwie przemysłu i handlu | Ole Norrback          | SFP    | 13 kwietnia 1995    | 15 kwietnia 1999    |
| minister w ministerstwie finansów oraz ministerstwie spraw wewnętrznych                                 | Jouni Backman         | SDP    | 13 kwietnia 1995    | 15 kwietnia 1999    |
| minister w ministerstwie edukacji                                                                       | Claes Andersson       | Vas    | 13 kwietnia 1995    | 4 września 1998     |
| minister w ministerstwie edukacji                                                                       | Suvi-Anne Siimes      | Vas    | 4 września 1998     | 15 kwietnia 1999    |